# Auguste Viktoria von Schleswig-Holstein-Sonderburg-Augustenburg

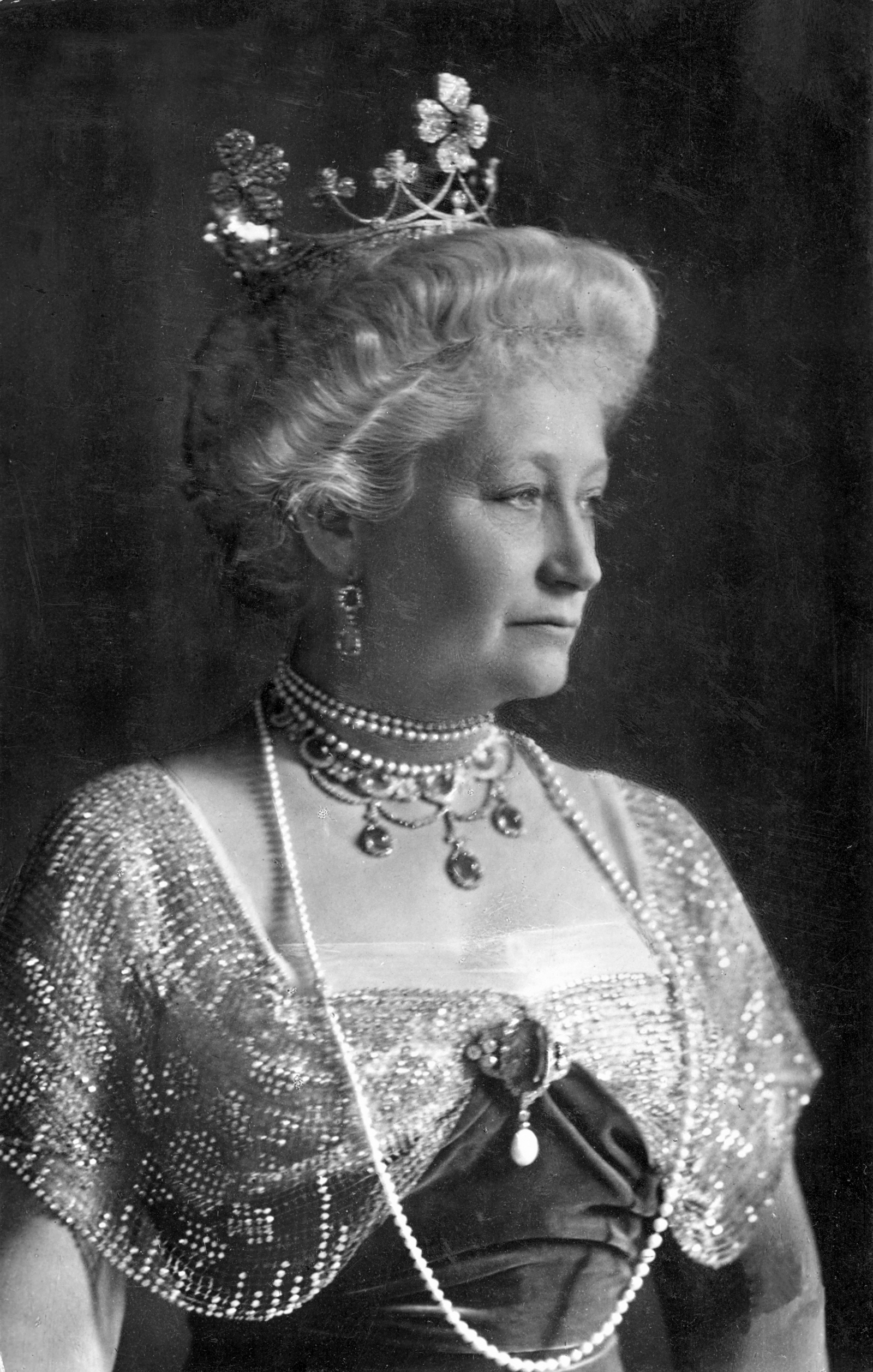
Kaiserin Auguste Viktoria, 1913

Auguste Viktoria Friederike Luise Feodora Jenny von Schleswig-Holstein-Sonderburg-Augustenburg VA (* 22. Oktober 1858 in Dolzig, Kreis Sorau; † 11. April 1921 im Haus Doorn, Niederlande) war die Gemahlin Kaiser Wilhelms II. und als solche von 1888 bis 1918 Deutsche Kaiserin und Königin von Preußen.

## Leben

### Kindheit und Jugend

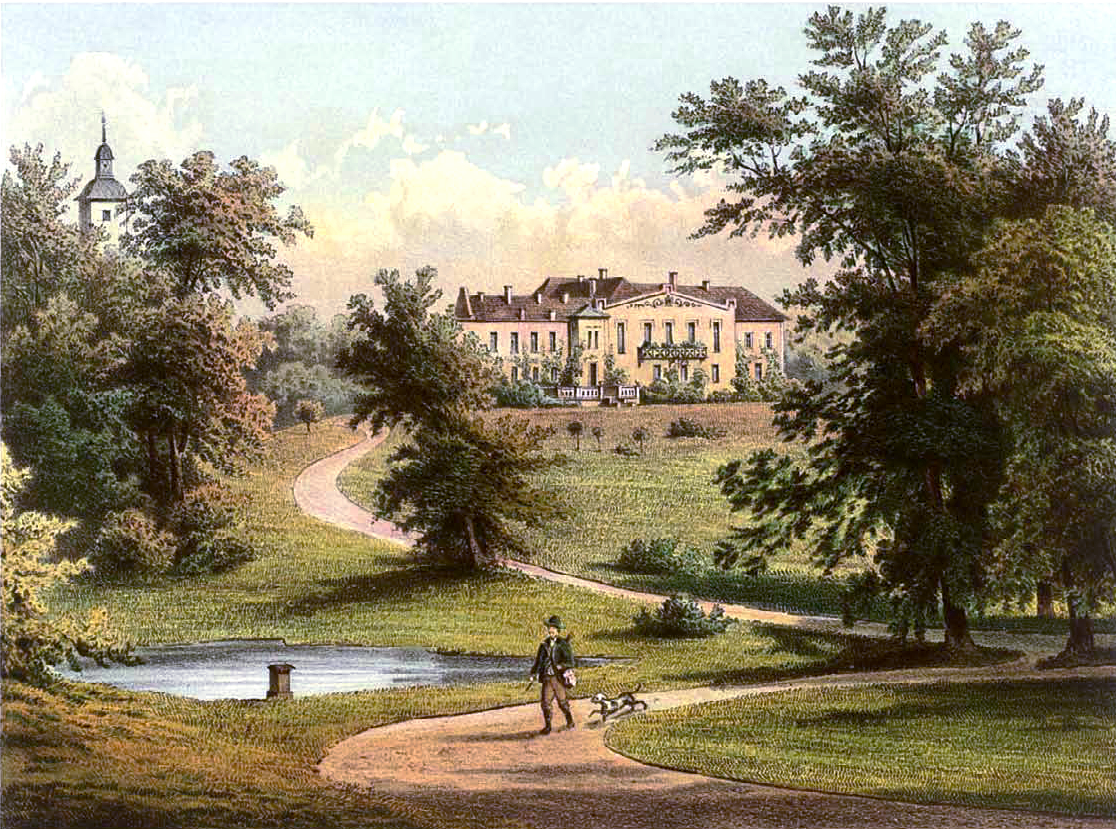
Schloss Dolzig, Geburtsort von Auguste Viktoria von Schleswig-Holstein-Sonderburg-Augustenburg

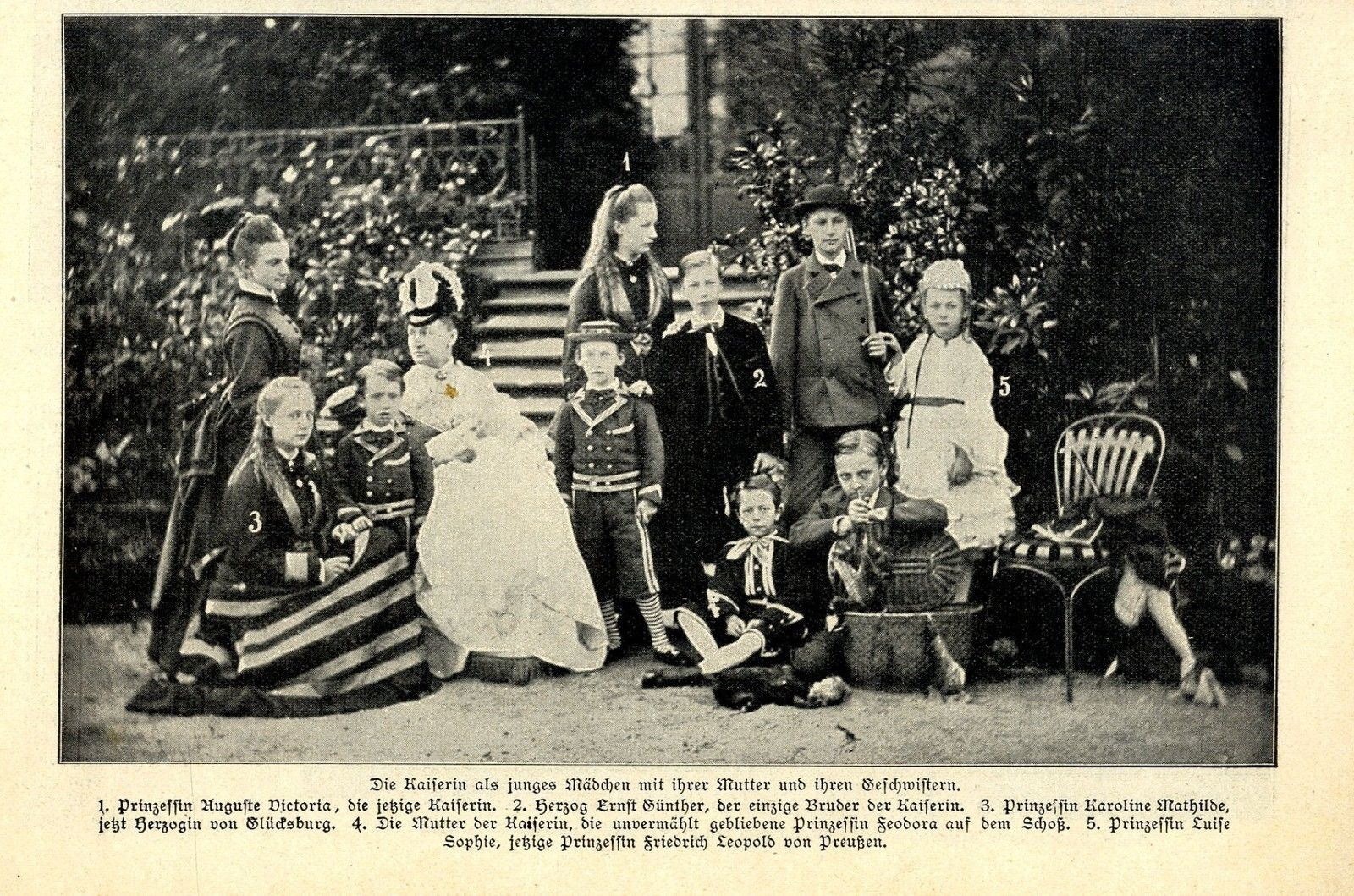
Auguste Viktoria (Mitte oben) als junges Mädchen mit ihrer Mutter und ihren Geschwistern, um 1873

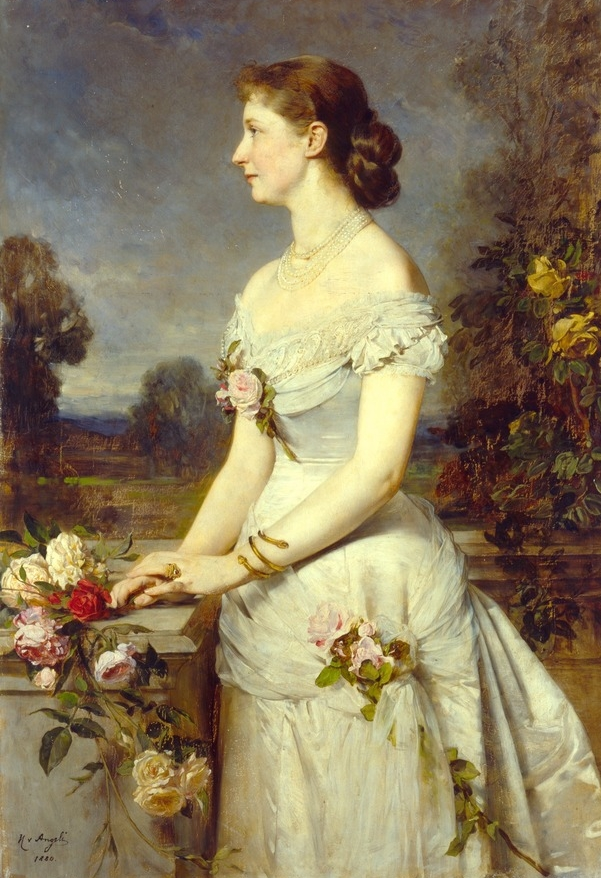
Porträtbild von Heinrich von Angeli von 1880

Auguste Viktoria, Prinzessin von Schleswig-Holstein-Sonderburg-Augustenburg, war die älteste Tochter des Herzogs Friedrich VIII. zu Schleswig-Holstein-Sonderburg-Augustenburg (1829–1880) und dessen Ehefrau Prinzessin Adelheid zu Hohenlohe-Langenburg (1835–1900), Tochter des Fürsten Ernst I. zu Hohenlohe-Langenburg und dessen Gattin Prinzessin Feodora zu Leiningen.
Mit ihren Geschwistern verbrachte sie zunächst eine ruhige Kindheit im Schloss Dolzig, dem Herrenhaus ihres Vaters in der Lausitz (heute: Dłużek in der Gmina Lubsko). Als sich Ende 1863 die Krise in Holstein zuspitzte, weil die dänische Regierung das Herzogtum entgegen der internationalen Übereinkunft von 1852 zunächst aus der Verfassungsgemeinschaft mit Dänemark und Schleswig ausgeschlossen hatte, ging ihr Vater dorthin zurück, um, wie in den 1840er Jahren sein Vater Christian August, seine Erbansprüche auf die Herzogtümer anzumelden. Tatsächlich wurde Friedrich, nachdem hannoversche und sächsische Truppen Holstein im Zuge der Bundesexekution besetzt hatten, begeistert empfangen.
Als Friedrich „der Achte“ (er sah sich als legitimer Nachfolger des kurz zuvor verstorbenen Dänenkönigs Friedrich VII.) versuchte er von Kiel aus zu regieren, nachdem Preußen und Österreich im Deutsch-Dänischen Krieg 1864 Schleswig, Holstein und Lauenburg von der dänischen Krone getrennt hatten. Die Holstein verwaltenden Österreicher ließen ihn zunächst gewähren. Doch spätestens nachdem Preußen 1866 Österreich aus dem Deutschen Bund und aus Holstein vertrieben hatte, wurde Friedrich endgültig politisch kaltgestellt und musste mit seiner Familie Holstein verlassen. Diese lebte fortan abwechselnd in Gotha und auf Schloss Primkenau (Landkreis Sprottau), das seit 1853 Friedrichs Vater, dem Herzog Christian August, gehörte. Erst die Heirat Auguste Viktorias mit dem preußisch-deutschen Thronfolger Wilhelm führte zur offiziellen Aussöhnung der Augustenburger mit dem neuen Staat.

### Heirat
Als sich die Prinzessin in Prinz Ernst von Sachsen-Meiningen (1859–1941), Sohn des Herzogs Georg II. von Sachsen-Meiningen, verliebte, wurde sie 1875 nach England auf Verwandtenbesuch geschickt. Durch ihre Großmutter mütterlicherseits war sie eine Großnichte der britischen Königin Victoria (1819–1901).
Wilhelm von Preußen, der spätere Kaiser Wilhelm II., lernte sie schon 1868 im thüringischen Schloss Reinhardsbrunn kennen. Die Bekanntschaft wurde durch die befreundeten Eltern im Sommer 1878 in Potsdam erneuert. Die Verlobung am 14. Februar 1880 in Gotha (unmittelbar nach dem Tod ihres Vaters) war ganz im Sinne der Familienpolitik des preußischen Kronprinzenpaares, im Gegensatz zur preußischen Hofgesellschaft und zunächst auch Kaiser Wilhelms I. Diese empfanden die Wahl des Prinzen als unpassend, da die Familie der Prinzessin als nicht ebenbürtig galt (durch eine bürgerliche Urgroßmutter und eine Großmutter, die nur eine Gräfin war). Außerdem bestand die Sorge vor politischen Verwicklungen Preußens wegen der Annexion der Herzogtümer 1866, da Herzog Friedrich VIII. seine Ansprüche aufrechterhielt. Die Verlobung wurde aus diesem Grund auch erst am 2. Juni 1880 offiziell bekanntgegeben.
Am 27. Februar 1881 heiratete sie in Berlin Prinz Wilhelm von Preußen (1859–1941), Sohn des Kronprinzen Friedrich Wilhelm von Preußen und dessen Frau Prinzessin Victoria von Großbritannien, Enkel Kaiser Wilhelms I. und mütterlicherseits der britischen Königin Victoria. Durch die gemeinsame Abstammung von Victoire von Sachsen-Coburg-Saalfeld waren Braut und Bräutigam Cousine und Cousin zweiten Grades. Aus der Ehe gingen sieben Kinder hervor.

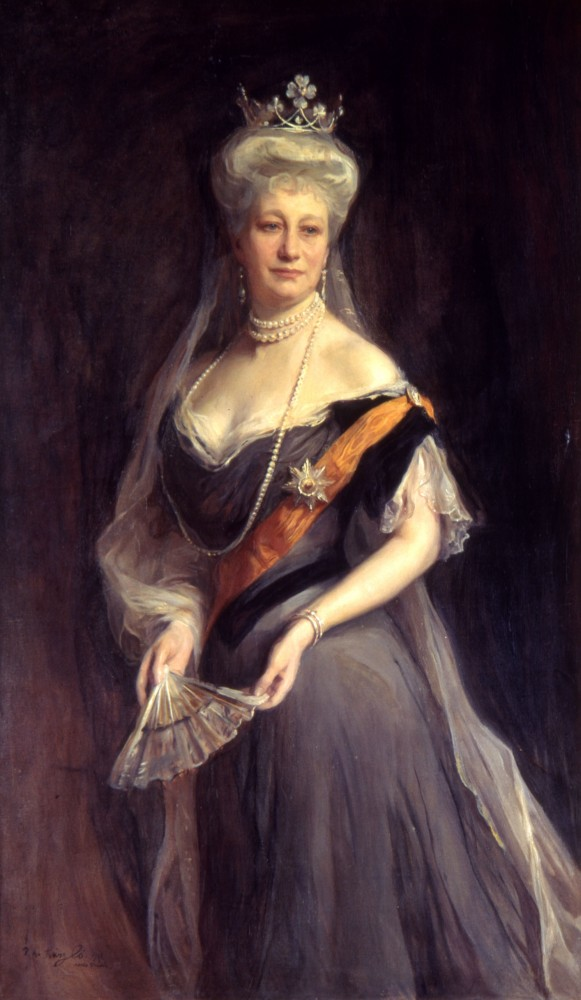
Philip Alexius de László: Die Kaiserin, 1908

### Kaiserin

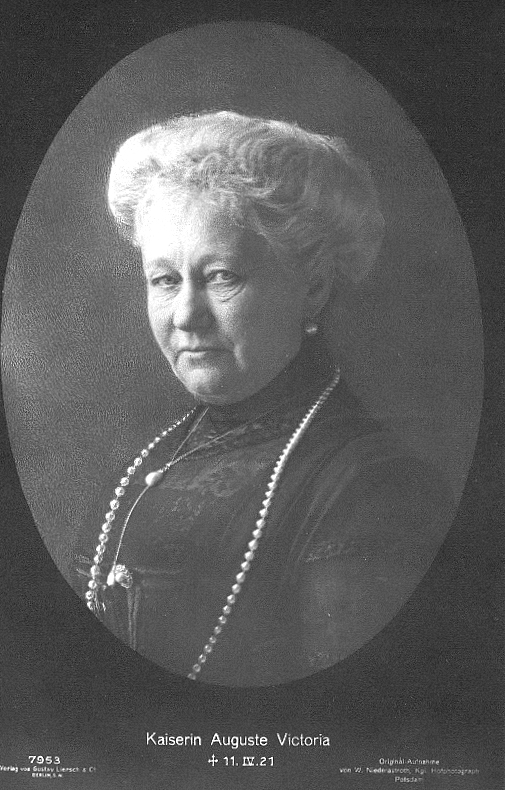
Kaiserin Auguste Viktoria, 1918 (Gedenkpostkarte von 1921)

Durch die Thronbesteigung ihres Mannes am 15. Juni 1888 wurde Auguste Viktoria Deutsche Kaiserin und Königin von Preußen. Ihren Ehemann, der zu depressiver Verstimmtheit neigte, vermochte sie oft psychisch wiederaufzubauen. Gleichzeitig hatte sie auch in politischen Fragen großen, nach verbreiteter Ansicht verderblichen Einfluss auf den Kaiser. Großherzog Ernst Ludwig von Hessen-Darmstadt nannte sie „den bösen Geist Wilhelms II.“
Sie übernahm zahlreiche Protektorate, u. a. über die Deutsche Rot-Kreuz-Gesellschaft und den Vaterländischen Frauenverein. 
Auguste Viktoria war tief religiös, überzeugte Anhängerin der evangelischen Kirche und Vertreterin einer strengen sittlichen Lebensführung. Sie hatte eine große Abneigung gegen geschiedene Frauen, sodass sie diese grundsätzlich nicht bei Hofe empfing. Ebenso entwickelte sie eine Abneigungen gegen ihre Schwägerin Sophie von Preußen sowie gegen die Cousinen ihres Mannes, Elisabeth und Alix von Hessen-Darmstadt, weil alle drei bei ihren Ehen von der evangelischen zur griechisch- bzw. russisch-orthodoxen Kirche übertraten. 1893 konnte die Kaiserin es bei einem Rombesuch nicht mit ihrem Gewissen vereinbaren, Papst Leo XIII. einen Besuch abzustatten. Wilhelm II. und mehrfache Vorträge des Auswärtigen Amts konnten sie letztendlich überzeugen, den Papst zu besuchen und so keine internationale Komplikation zu verursachen.
Unter ihrer Schirmherrschaft wurde der Evangelisch-Kirchliche Hilfsverein zur „Bekämpfung des religiös-sittlichen Notstands“ gegründet, aus dem kurz darauf der Evangelische Kirchenbauverein hervorging. Mit ausgeprägtem Engagement förderte die Kaiserin die Errichtung evangelischer Kirchenbauten in Berlin, und zwar vornehmlich in den neuen Arbeiterquartieren. Doch auch andernorts trug dieser Einsatz Früchte. Nachdem die Kaiserin ihren Mann 1898 auf seiner Palästinareise begleitet hatte, konnte die evangelische „Kaiserin Auguste Victoria Stiftung“ in Jerusalem 1914 die Himmelfahrtkirche auf dem Ölberg einweihen. Das starke Engagement der Kaiserin für den evangelischen Kirchenbau trug ihr im Volksmund den Namen „Kirchenjuste“ ein.
Auguste Viktoria engagierte sich besonders stark im sozialen Bereich. Nicht zuletzt deshalb war sie beliebter und angesehener als ihr Gatte, dessen Agieren in der Öffentlichkeit von der Bevölkerung oft kritisiert und verspottet wurde. So unterstützte sie die Frauenbewegung und setzte sich dank der Anregungen von Marie Martin  für eine bessere Bildung von Mädchen und jungen Frauen ein. Durch ihren Einsatz für karitative und kirchliche Bestrebungen im Deutschen Reich kam sie in Kontakt mit christlichen Reformbestrebungen um Friedrich von Bodelschwingh und Adolf Stoecker.
Im Ersten Weltkrieg betätigte sie sich in karitativen Organisationen und kümmerte sich insbesondere um das Lazarettwesen.
Als nach der dritten Note des amerikanischen Präsidenten Woodrow Wilson vom 23. Oktober 1918 immer deutlicher wurde, dass Wilhelm abdanken müsse, um seinem Volk erträgliche Friedensbedingungen zu ermöglichen, setzte sie sich mit aller Entschiedenheit dafür ein, ihn auf dem Thron zu halten. Am 1. November drohte sie dem Reichskanzler Prinz Max von Baden telefonisch, sie würde seine Homosexualität öffentlich machen, wenn er ihren Mann zur Abdankung zwänge. Dieser erlitt daraufhin einen Nervenzusammenbruch und musste mit einem opiumhaltigen Medikament in einen mehrtägigen Dauerschlaf versetzt werden.

### Exil und Tod
Im Zuge der Novemberrevolution folgte sie am 27. November 1918, nach kurzzeitigem Aufenthalt in der Villa Ingenheim ihres Sohnes Eitel Friedrich, ihrem Mann in das niederländische Exil und bezog mit ihm 1920 das Haus Doorn in der Provinz Utrecht. Wilhelm II. schrieb 1922: „Der Kaiserin hat der Umsturz das Herz gebrochen. Sie alterte vom November 1918 an zusehends und konnte den körperlichen Leiden nicht mehr die frühere Widerstandskraft entgegenstellen. So begann bald ihr Siechtum. Am schwersten trug sie das Heimweh nach der deutschen Erde, nach dem deutschen Lande. Trotzdem suchte sie noch mich zu trösten …“
Bereits 1918 hatte sie einen Schlaganfall erlitten, der ihre Gesundheit stark beeinträchtigte. Die Presse spekulierte daher Ende des Jahres, dass „sie wohl kaum das neue Jahr erleben dürfte“.
Im Juli 1920 endete ihr jüngster Sohn Joachim durch Suizid, was Wilhelm kommentierte: „Dass der Bengel uns und besonders seiner Mutter auch das noch angetan hat!“
Auguste Viktoria, die letzte deutsche Kaiserin, starb am 11. April 1921 durch einen schweren Herzinfarkt. Als eines ihrer letzten Worte ist überliefert: „Ich darf nicht sterben, ich kann doch den Kaiser nicht allein lassen.“
Viele deutsche Zeitungen versahen die Todesnachricht mit einem Trauerrand. Der Tod der Kaiserin nach drei Jahren im Exil wurde von ihren Anhängern als besonders schwer empfunden und die Verstorbene als Landesmutter geehrt. Ihr Leichnam wurde in den Antikentempel des Parks von Schloss Sanssouci (Potsdam) überführt; an der Beisetzung am 19. April 1921 durften Wilhelm II. sowie der Kronprinz jedoch nicht teilnehmen. Neben der kaiserlichen Familie wohnten der Beisetzung auch Hindenburg, Ludendorff und Tirpitz bei. Dem Sarg der Kaiserin folgten Tausende.
Kurz vor ihrem Tod äußerte Auguste Victoria den Wunsch nach einer Wiedervermählung des Kaisers nach ihrem Ableben. Wilhelm II. heiratete darauf am 5. November 1922, also nur eineinhalb Jahre nach ihrem Tod, die verwitwete Prinzessin Hermine von Schönaich-Carolath.

## Nachkommen
Auguste Victoria heiratete am 27. Februar 1881 in Berlin Prinz Wilhelm von Preußen (1859–1941). Sie hatten sieben Kinder:
- Friedrich Wilhelm Victor August Ernst (1882–1951), ⚭ 1905 Herzogin Cecilie zu Mecklenburg-Schwerin
- Wilhelm Eitel Friedrich Christian Karl (1883–1942), ⚭ 1906–1926 Herzogin Sophie Charlotte von Oldenburg
- Adalbert Ferdinand Berengar Viktor (1884–1948), ⚭ 1914 Prinzessin Adelheid von Sachsen-Meiningen
- August Wilhelm Heinrich Günther Viktor (1887–1949), ⚭ 1908–1920 Prinzessin Alexandra Viktoria von Schleswig-Holstein-Sonderburg-Glücksburg (1887–1957)
- Oskar Karl Gustav Adolf (1888–1958), ⚭ 1914 Gräfin Ina Maria von Bassewitz (1888–1973)
- Joachim Franz Humbert (1890–1920), ⚭ 1916 Prinzessin Marie Auguste von Anhalt
- Viktoria Luise Adelheid Mathilde Charlotte (1892–1980), ⚭ 1913 Herzog Ernst August von Braunschweig-Lüneburg

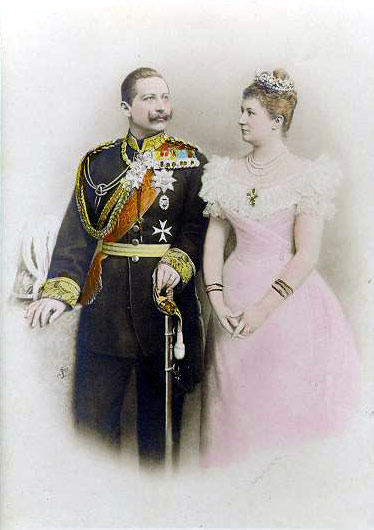
Kaiser Wilhelm II. und  Auguste Viktoria
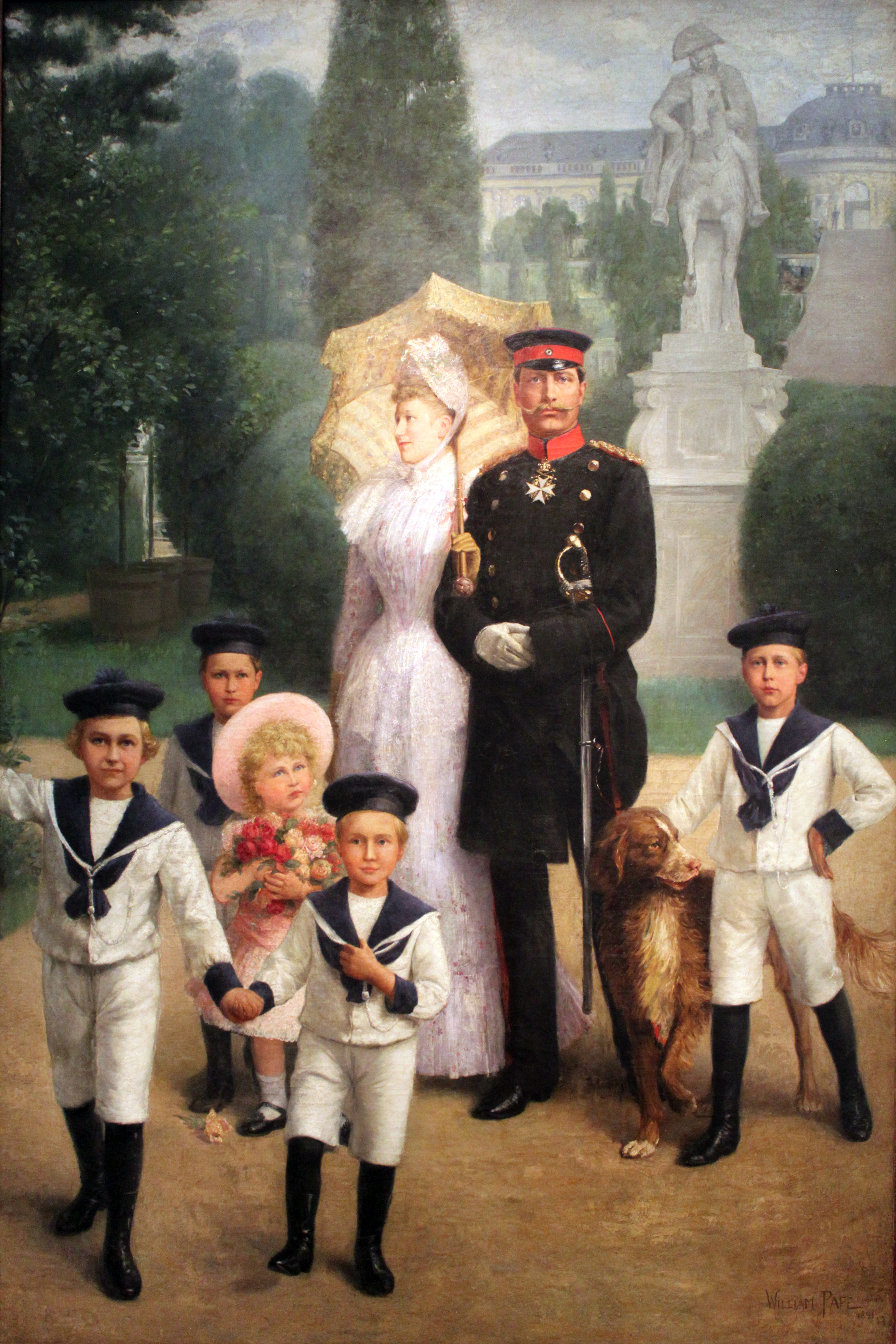
Die kaiserliche Familie 1891 in Sanssouci
Die kaiserliche Familie 1902

## Vorfahren
|  |                                                                                    |  |  |  |  |  |  |  |  |  |  |  |  |  |  |  |
|  | Friedrich Christian II. von Schleswig-Holstein-Sonderburg-Augustenburg (1765–1814) |  |  |  |  |  |  |  |  |  |  |  |  |  |  |  |
|  |                                                                                    |  |  |  |  |  |  |  |  |  |  |  |  |  |  |  |
|  |                                                                                    |  |  |  |  |  |  |  |  |  |  |  |  |  |  |  |
|  | Christian August von Schleswig-Holstein-Sonderburg-Augustenburg (1798–1869)        |  |  |  |  |  |  |  |  |  |  |  |  |  |  |  |
|  |                                                                                    |  |  |  |  |  |  |  |  |  |  |  |  |  |  |  |
|  |                                                                                    |  |  |  |  |  |  |  |  |  |  |  |  |  |  |  |
|  | Louise Auguste von Dänemark (1771–1843)                                            |  |  |  |  |  |  |  |  |  |  |  |  |  |  |  |
|  |                                                                                    |  |  |  |  |  |  |  |  |  |  |  |  |  |  |  |
|  |                                                                                    |  |  |  |  |  |  |  |  |  |  |  |  |  |  |  |
|  | Friedrich VIII. von Schleswig-Holstein-Sonderburg-Augustenburg (1829–1880)         |  |  |  |  |  |  |  |  |  |  |  |  |  |  |  |
|  |                                                                                    |  |  |  |  |  |  |  |  |  |  |  |  |  |  |  |
|  |                                                                                    |  |  |  |  |  |  |  |  |  |  |  |  |  |  |  |
|  | Christian Conrad Sophus Danneskiold-Samsøe (1774–1823)                             |  |  |  |  |  |  |  |  |  |  |  |  |  |  |  |
|  |                                                                                    |  |  |  |  |  |  |  |  |  |  |  |  |  |  |  |
|  |                                                                                    |  |  |  |  |  |  |  |  |  |  |  |  |  |  |  |
|  | Louise Sophie Danneskiold-Samsøe (1796–1867)                                       |  |  |  |  |  |  |  |  |  |  |  |  |  |  |  |
|  |                                                                                    |  |  |  |  |  |  |  |  |  |  |  |  |  |  |  |
|  |                                                                                    |  |  |  |  |  |  |  |  |  |  |  |  |  |  |  |
|  | Johanne Henriette Valentine Kaas (1776–1843)                                       |  |  |  |  |  |  |  |  |  |  |  |  |  |  |  |
|  |                                                                                    |  |  |  |  |  |  |  |  |  |  |  |  |  |  |  |
|  |                                                                                    |  |  |  |  |  |  |  |  |  |  |  |  |  |  |  |
|  | Auguste Viktoria von Schleswig-Holstein-Sonderburg-Augustenburg (1858–1921)        |  |  |  |  |  |  |  |  |  |  |  |  |  |  |  |
|  |                                                                                    |  |  |  |  |  |  |  |  |  |  |  |  |  |  |  |
|  |                                                                                    |  |  |  |  |  |  |  |  |  |  |  |  |  |  |  |
|  | Karl Ludwig zu Hohenlohe-Langenburg (1762–1825)                                    |  |  |  |  |  |  |  |  |  |  |  |  |  |  |  |
|  |                                                                                    |  |  |  |  |  |  |  |  |  |  |  |  |  |  |  |
|  |                                                                                    |  |  |  |  |  |  |  |  |  |  |  |  |  |  |  |
|  | Ernst I. zu Hohenlohe-Langenburg (1794–1860)                                       |  |  |  |  |  |  |  |  |  |  |  |  |  |  |  |
|  |                                                                                    |  |  |  |  |  |  |  |  |  |  |  |  |  |  |  |
|  |                                                                                    |  |  |  |  |  |  |  |  |  |  |  |  |  |  |  |
|  | Amalie Henriette zu Solms-Baruth (1768–1847)                                       |  |  |  |  |  |  |  |  |  |  |  |  |  |  |  |
|  |                                                                                    |  |  |  |  |  |  |  |  |  |  |  |  |  |  |  |
|  |                                                                                    |  |  |  |  |  |  |  |  |  |  |  |  |  |  |  |
|  | Adelheid zu Hohenlohe-Langenburg (1835–1900)                                       |  |  |  |  |  |  |  |  |  |  |  |  |  |  |  |
|  |                                                                                    |  |  |  |  |  |  |  |  |  |  |  |  |  |  |  |
|  |                                                                                    |  |  |  |  |  |  |  |  |  |  |  |  |  |  |  |
|  | Emich Carl zu Leiningen (1763–1814)                                                |  |  |  |  |  |  |  |  |  |  |  |  |  |  |  |
|  |                                                                                    |  |  |  |  |  |  |  |  |  |  |  |  |  |  |  |
|  |                                                                                    |  |  |  |  |  |  |  |  |  |  |  |  |  |  |  |
|  | Feodora zu Leiningen (1807–1872)                                                   |  |  |  |  |  |  |  |  |  |  |  |  |  |  |  |
|  |                                                                                    |  |  |  |  |  |  |  |  |  |  |  |  |  |  |  |
|  |                                                                                    |  |  |  |  |  |  |  |  |  |  |  |  |  |  |  |
|  | Victoire von Sachsen-Coburg-Saalfeld (1786–1861)                                   |  |  |  |  |  |  |  |  |  |  |  |  |  |  |  |
|  |                                                                                    |  |  |  |  |  |  |  |  |  |  |  |  |  |  |  |
|  |                                                                                    |  |  |  |  |  |  |  |  |  |  |  |  |  |  |  |

## Ehrungen

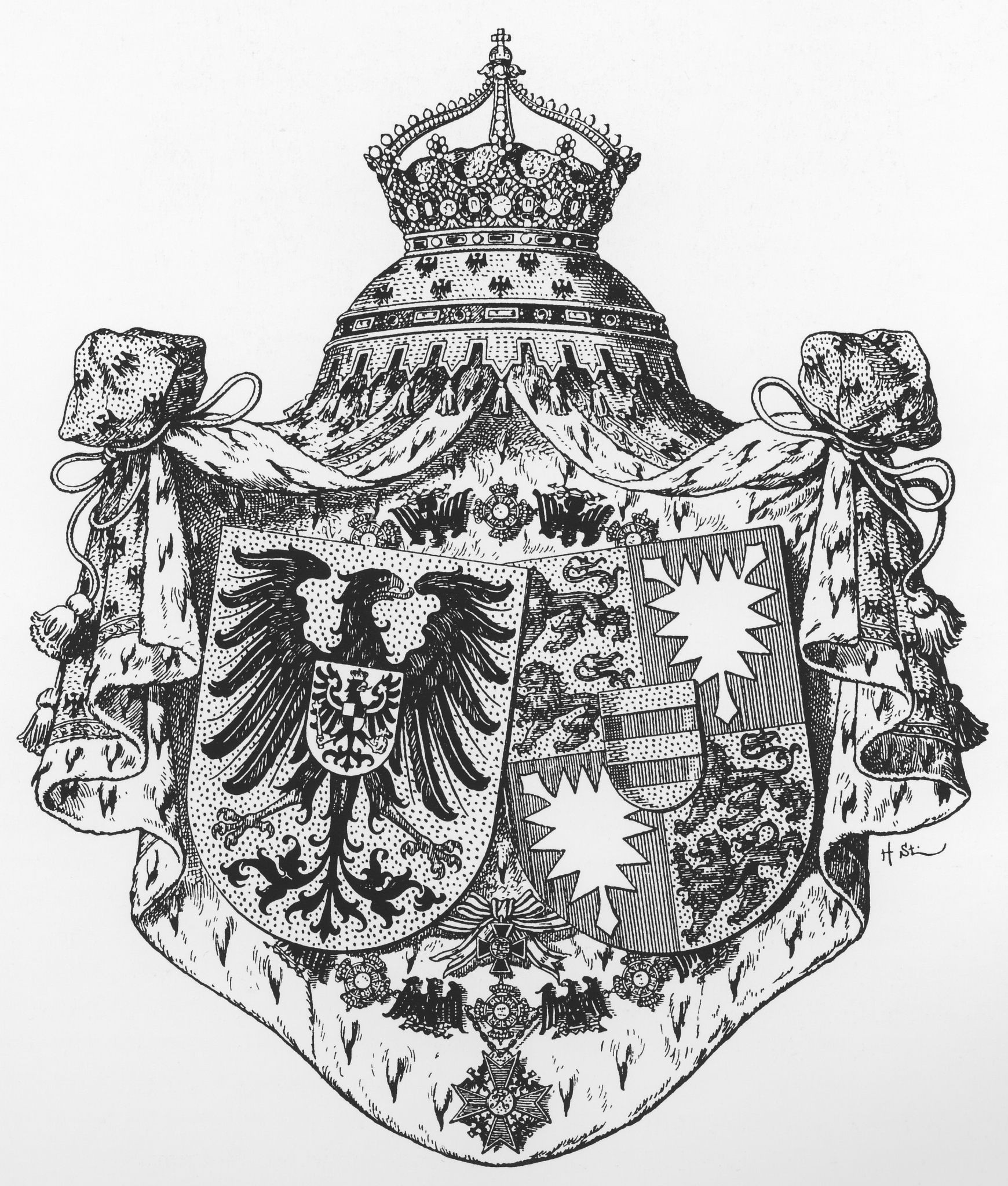
Wappen der Kaiserin

Monogramm der Kaiserin

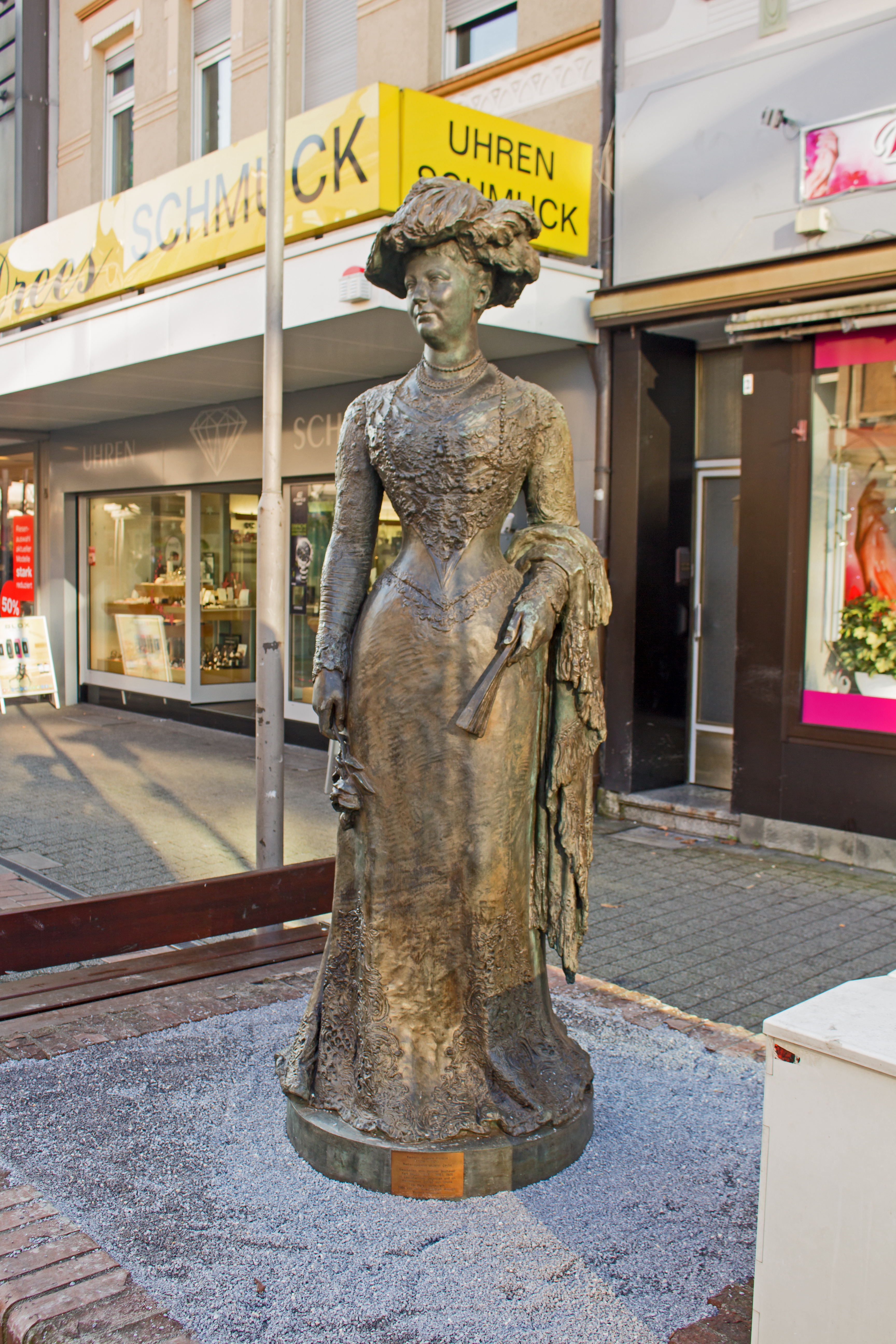
Statue der Kaiserin in Marl

Nach Auguste Viktoria von Schleswig-Holstein-Sonderburg-Augustenburg wurden benannt:

### Schulen
- Viktoriaschule (Gymnasium) in Aachen
- Kaiserin-Auguste-Viktoria Gymnasium Celle (ursprünglich: Kaiserin-Viktoria-Augusta-Schule) in Celle-Neuenhäusen
- Kaiserin Auguste Victoria Gymnasium in Linden (seit 1948: Helene-Lange-Schule Hannover)
- Kaiserin-Auguste-Victoria-Gymnasium in Euskirchen (bis 1937; jetzt: Paul-Gerhardt-Schule (Evangelische Grundschule der Stadt Euskirchen))
- Kaiserin-Augusta-Viktoria-Gymnasium in Plön (bis 1933; jetzt: Gymnasium Schloss Plön)
- Kaiserin-Auguste-Viktoria-Lyzeum in Berlin-Steglitz (jetzt: Fichtenberg-Oberschule)
- Kaiserin-Auguste-Victoria-Schule in Emden (jetzt: Max-Windmüller-Gymnasium Emden)
- Kaiserin-Auguste-Victoria-Schule in Stettin (bis 1945)
- Auguste-Viktoria-Gymnasium in Trier
- Augusta-Viktoria-Schule in Cuxhaven (bis 1916)
- Auguste-Viktoria-Schule in Bielefeld (bis 1947; jetzt: Gymnasium am Waldhof)
- Auguste-Victoria-Schule in Bad Homburg vor der Höhe (jetzt: Humboldtschule)
- Auguste Viktoria-Schule in Itzehoe
- Auguste Viktoria-Schule in Saarbrücken (bis 1938; jetzt: Gymnasium am Rotenbühl)
- Auguste-Viktoria-Schule in Flensburg

### Krankenhäuser
- Kaiserin-Auguste-Viktoria-Haus zur Bekämpfung der Säuglingssterblichkeit im Deutschen Reich und Kaiserin Auguste Victoria-Gesellschaft für Pädiatrie e. V. in Berlin-Charlottenburg
- Auguste-Victoria-Heim in Bad Bevensen (jetzt: DRK Villa im Park)
- Kaiserin-Auguste-Victoria-Krankenhaus in Ehringshausen
- Auguste-Viktoria-Klinik in Bad Oeynhausen
- Auguste-Viktoria-Klinik in Bad Lippspringe
- Auguste-Viktoria-Klinikum in Berlin-Schöneberg
- Auguste-Viktoria-Stiftung der Stadt Köln in Windeck-Rosbach
- Cölner Genesungsheim Wilhelm Auguste Viktoria (heute Haus Sommerberg) in Rösrath
- Wilhelm-Auguste-Viktoria-Hospital in Lünen
- Wilhelm-und-Auguste-Viktoria-Krankenhaus (jetzt: HELIOS Klinik) in Bleicherode
- Wilhelm-und-Auguste-Viktoria-Kinderkrankenhaus (später: Universitäts-Kinderklinik) in Königsberg
- Auguste-Viktoria-Hospital in Jerusalem

### Stiftungen
- Kaiserin-Auguste-Victoria-Stiftung (Ölbergstiftung) in Jerusalem
- Wilhelm-Auguste-Viktoria-Stiftung in Alexandrien (Sitz Hamburg), Düsseldorf, Essen, Köln, Israelitische Erziehungsanstalt Wilhelm-Auguste-Viktoria-Stiftung in Beelitz, Krüppellehrlingsheim Wilhelm-Auguste-Viktoria-Stift in Hannover
- Kaiser Wilhelm- und Kaiserin Auguste Viktoria-Stiftung in Tientsin (Sitz Hamburg)
- Kaiser-Wilhelm-Augusta-Victoria-Stiftung Saarburg
- Wilhelm und Auguste Viktoria Stiftung für Säuglingsfürsorge in Frankfurt am Main
- Wilhelm und Auguste Viktoria Stiftung in Bergisch Gladbach
- Augusta-Viktoria-Stift in Erfurt
- Auguste-Viktoria-Stiftung der Stadt Köln in Windeck-Rosbach
- Auguste-Viktoria-Stift in Hamburg

### Ortsteile
- Kaiserin-Auguste-Viktoria-Koog in Friedrichskoog

### Straßen und Parks

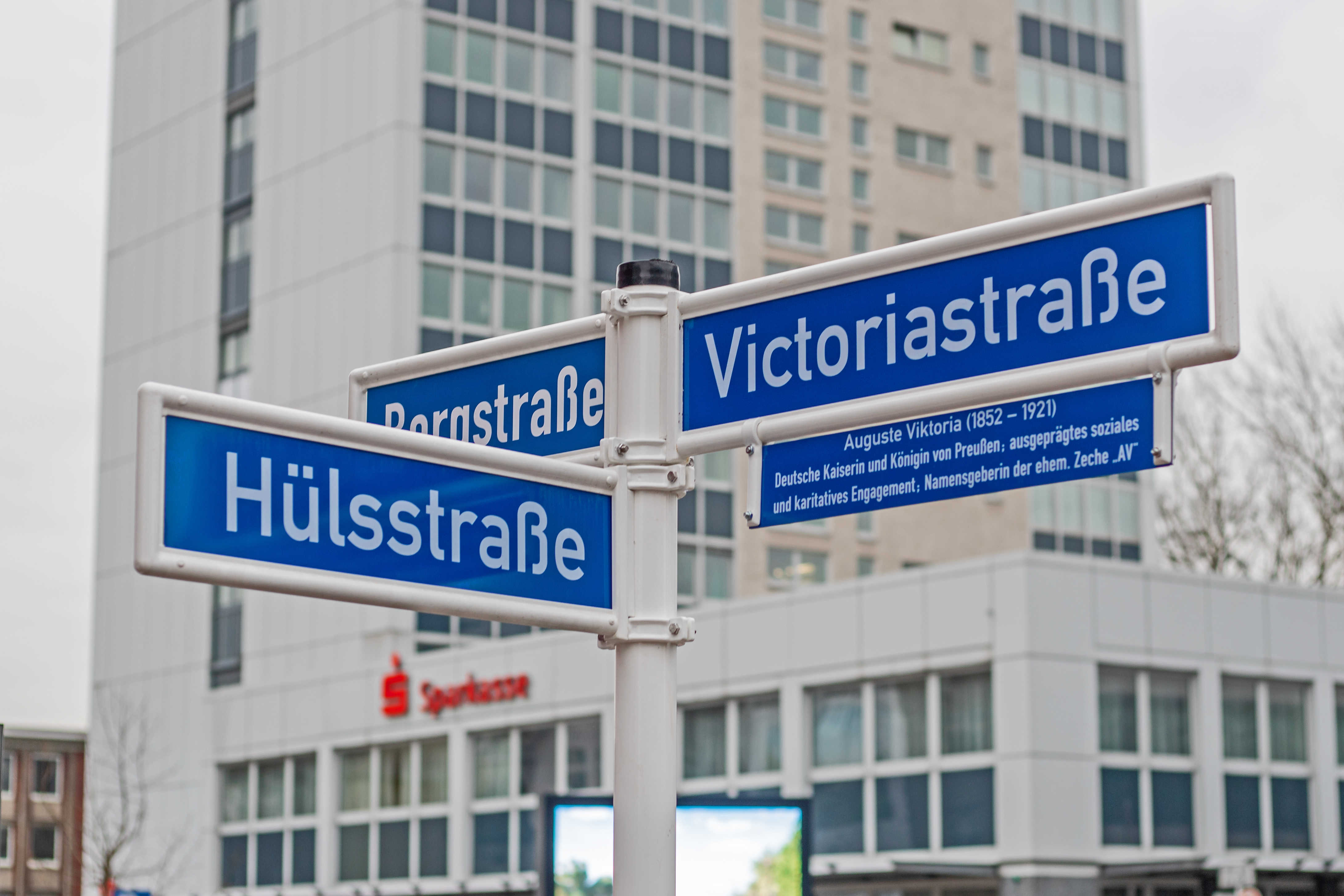
Victoriastraße in Marl mit ergänzendem Legendenschild

- Auguste-Viktoria-Straße in Bad Nauheim, Berlin-Adlershof (bis 1951, jetzt Büchnerweg), Berlin-Grunewald, Berlin-Hermsdorf, Berlin-Karlshorst (bis 1951, jetzt Ehrlichstraße), Berlin-Schmargendorf, Brühl, Kiel und Wiesbaden
- Auguste-Viktoria-Allee in Bad Lippspringe, Berlin-Reinickendorf und Neustadt/Holstein
- Auguste-Viktoria-Platz in Berlin-Charlottenburg (bis 1947, jetzt: Breitscheidplatz)[15]
- Dolziger Straße in Berlin-Friedrichshain[16]
- Victoriastraße in Marl
- Viktoriaplatz, Viktoriastraße und Augustastraße in Hamm und Lünen
- Kaiser-Wilhelm-Auguste-Victoria-Hain in Cottbus (jetzt Volkspark)
- Kaiserin-Auguste-Viktoria-Park in Bad Neuenahr
- Auguste-Viktoria-Straße in Kiel

### Sonstiges

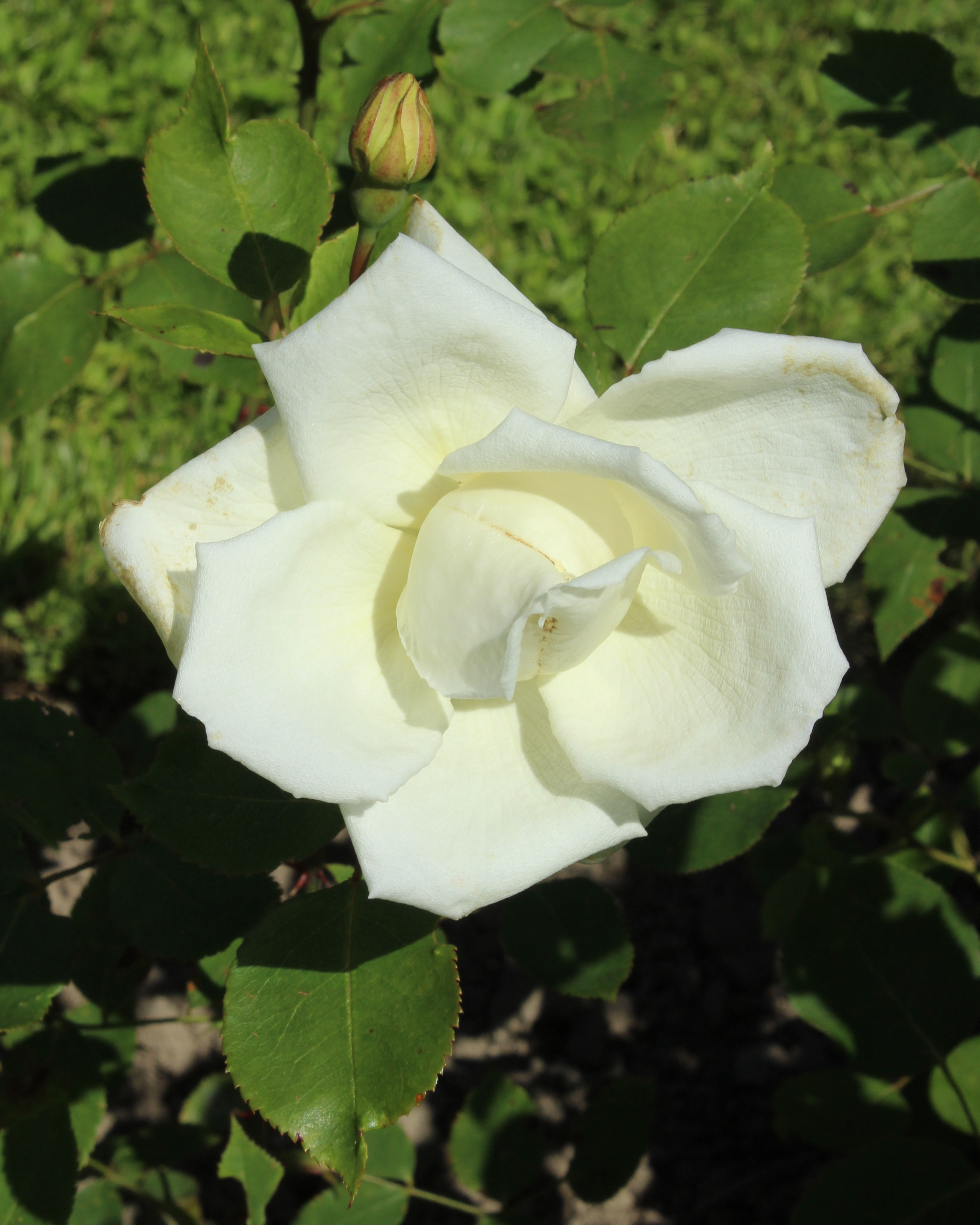
Kaiserin Auguste Viktoria (Lambert 1890), im Rosarium in Baden bei Wien

- Peter Lambert taufte 1890 eine rahmweiße Rosensorte ‚Kaiserin Auguste Viktoria‘, die international bekannt wurde.
- Auguste-Viktoria-Warte in Neustadt/Holstein, Gaststätte mit Aussichtsturm (daher die Bezeichnung: „Warte“; Turmhöhe: 26,5 m) Existenz 1903–1973; ab 1923 Jugendherberge der Stadt.
- Wilhelm-Auguste-Victoria-Bücherei (heute: Stadt- und Landesbibliothek) in Dortmund.
- Zeche Auguste Victoria in Marl (Ende 2015 stillgelegt).
- Schnelldampfer Augusta Victoria und Kaiserin Auguste Viktoria der HAPAG.
- Stahlglocke „Auguste Viktoria“ der ehemaligen Kaiserin-Augusta-Gedächtniskirche (auch Gnadenkirche oder Invalidenkirche genannt) in Berlin-Mitte, 1893 gegossen, und auf der Weltausstellung 1894 in Chicago ausgestellt, nach 1989 als Denkmal vor der ev. Kreuzkirche im Bochumer Stadtteil Leithe. Seit 2013 im Glockenturm der ev. Sophiengemeinde auf dem Berliner Invalidenfriedhof.
- In der Fußgängerzone des Marler Stadtteils Hüls steht eine Statue der Kaiserin (Karl Begas d. J.), die Wilhelm II. 1905 seiner Frau geschenkt hatte. Die Bronzeskulptur stand ursprünglich im Park von Schloss Urville bei Metz. 1984 kaufte die Eigentümergesellschaft der Marler Zeche Auguste Victoria die Statue aus französischem Privatbesitz an.
- Von 1890 bis 1918 war sie Regimentschefin des Füsilier-Regiments „Königin“ Schleswig-Holsteinisches Nr. 86.[17]
- Kaiserin-Auguste-Viktoria-Brunnen in Bad Homburg.
- Der Brunnen des Löhnberger Traditionsunternehmens Selters trägt seit seiner Entdeckung 1896 den Namen „Selters-Sprudel-Auguste-Viktoria“.[18] Auch lautet der Name der heute zur Radeberger-Gruppe gehörenden Firma: „SELTERS Mineralquelle Augusta Victoria GmbH“.[19]
- Wilhelm-Auguste-Viktoria-Haus in Königswinter (Villa mit angeschlossener Turnhalle), als Stiftung des Fabrikanten Ferdinand Mülhens an die Stadt Königswinter als Volkswohlgebäude.
- Eine Unterart des Raggi-Paradisvogels, Paradisaea raggiana augustaevictoriae, wurde nach ihr benannt.

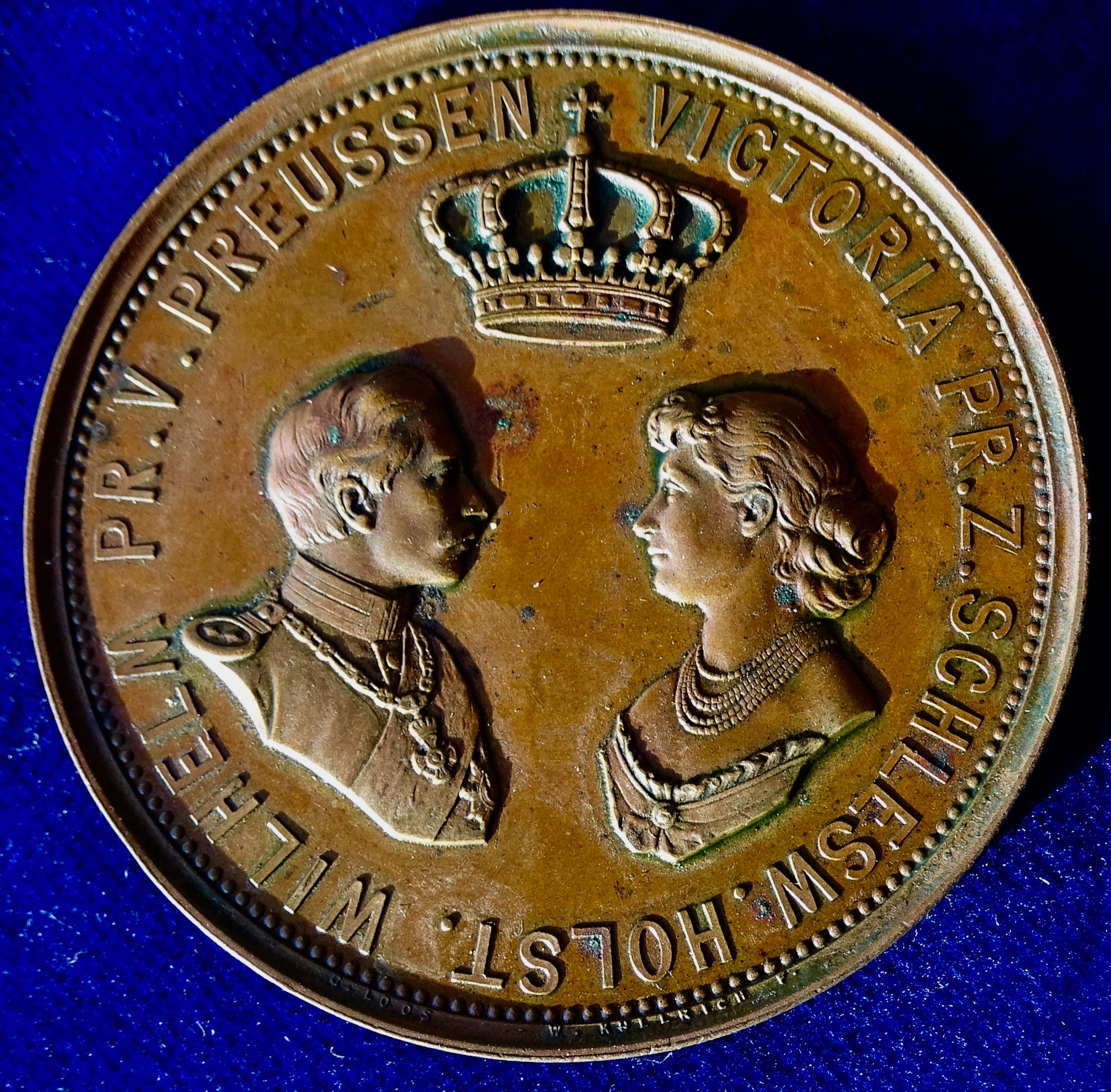
Hochzeitsmedaille Berlin 1881, Vorderseite
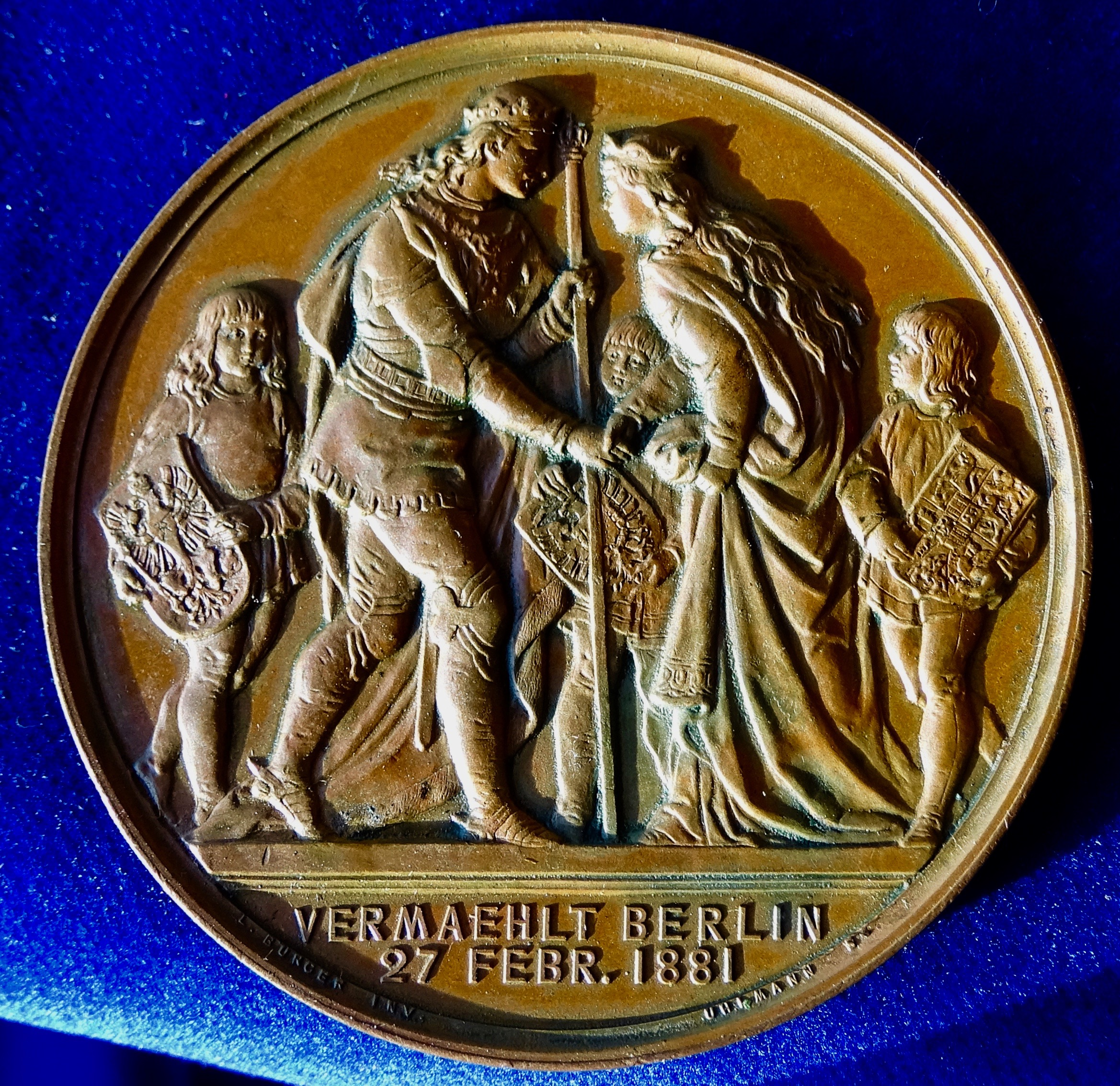
Die Rückseite mit dem Prinzenpaar in mittelalterlicher Tracht. Dahinter 3 Pagen mit den Wappenschildern von Preußen, Deutschland und Schleswig-Holstein
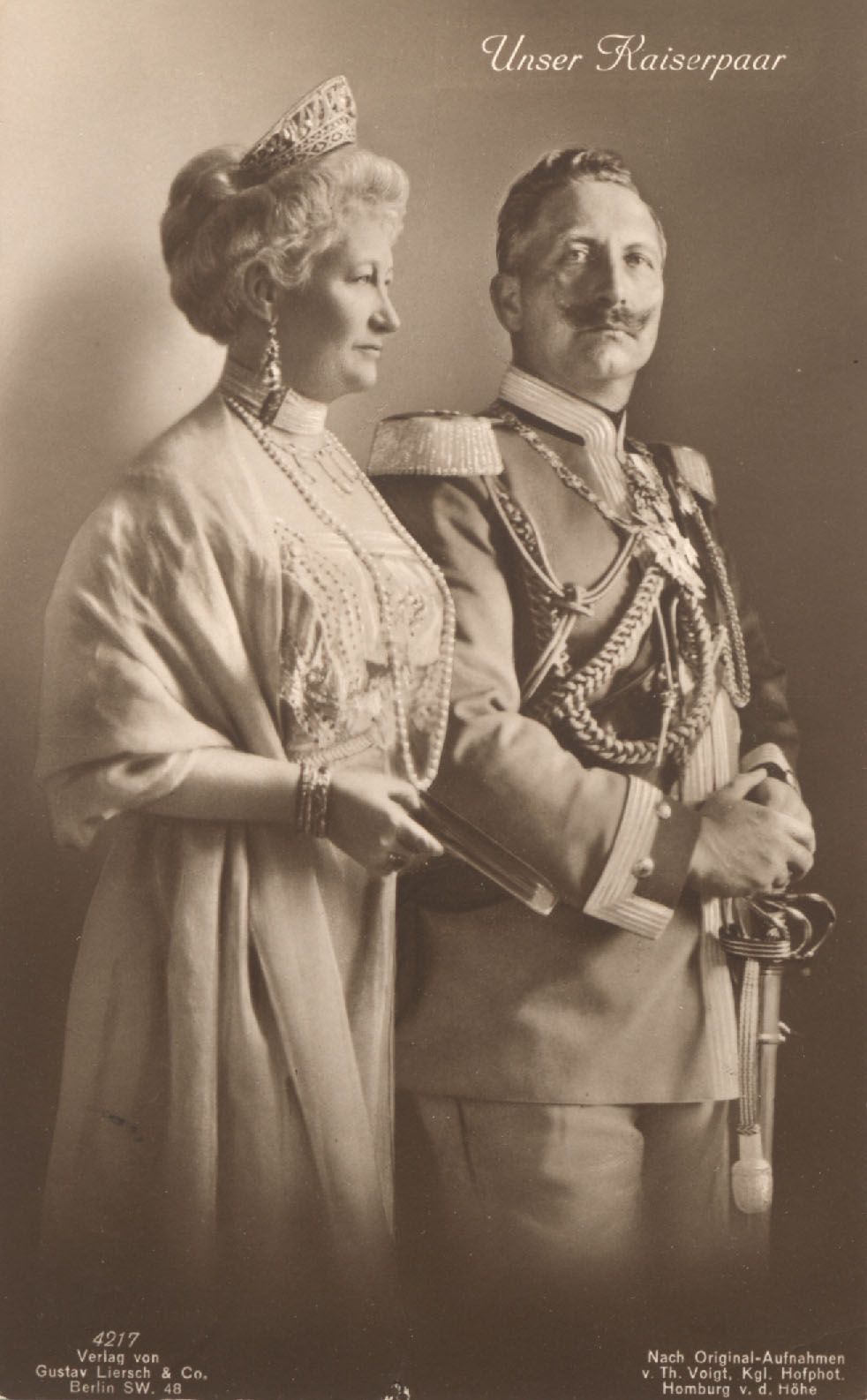
Postkarte „Unser Kaiserpaar“. Auguste Viktoria und Wilhelm II., um 1910
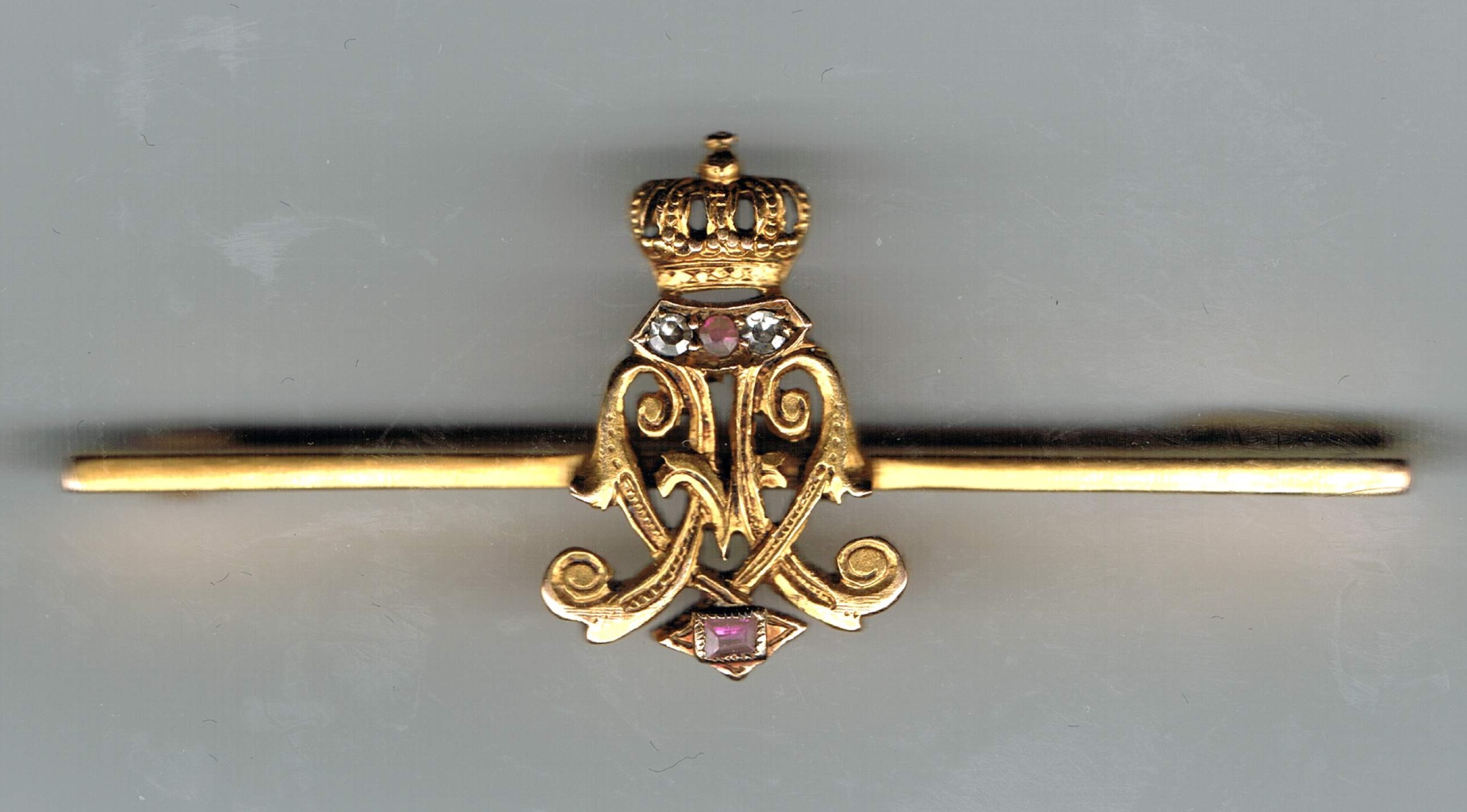
Gedenkbrosche, um 1890, Ehrengeschenk Auguste-Viktorias (Monogramm „AV“ mit preußischer Königskrone)
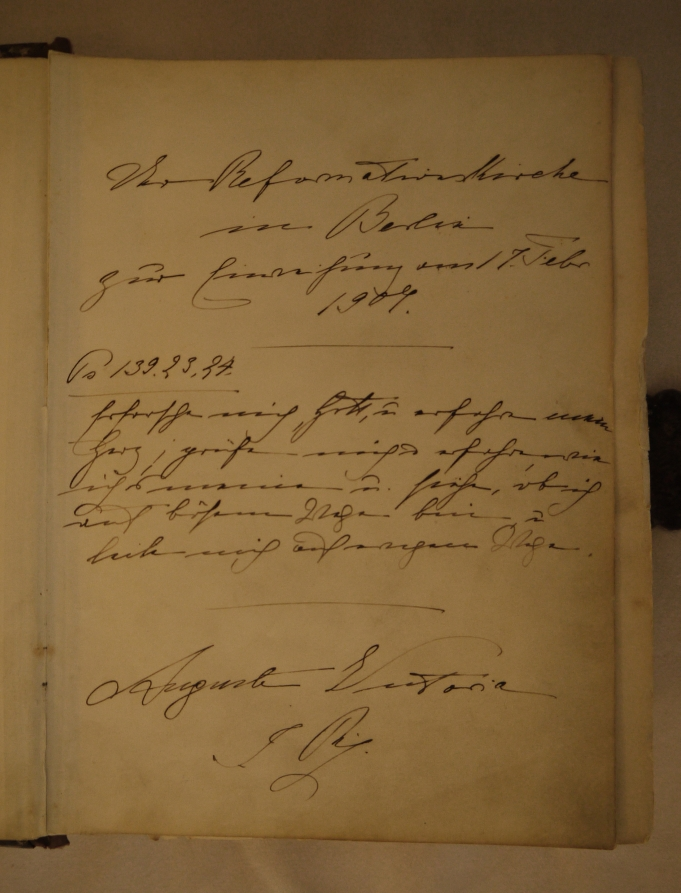
Widmungsinschrift der Kaiserin von 1907 in der Altarbibel der Reformationskirche Berlin

## Persönliche Korrespondenz
2018 wurden im Potsdamer Neuen Palais rund eintausend versiegelte private Briefe an Auguste Viktoria aus der Zeit zwischen 1883 und 1889 entdeckt, die in einem bislang nicht bekannten Geheimschrank in der Wand oberhalb ihres Tresors aufbewahrt worden waren. Diese stammen von engen Familienmitgliedern aus dem Haus Schleswig-Holstein-Sonderburg-Augustenburg, aber auch von der englischen Königin. Die Briefe sollten geöffnet, von der Stiftung Preußische Schlösser und Gärten mit dem Geheimen Staatsarchiv in Berlin wissenschaftlich ausgewertet und in Auguste Victorias 100. Todesjahr 2021 als Edition veröffentlicht werden. Aufgrund der ungeklärten Rechtssituation kam es jedoch nicht dazu.
Private Briefe, Postkarten und Telegramme Auguste Viktorias von 1880 bis 1919 werden im Hohenlohe-Zentralarchiv Neuenstein aufbewahrt. Sie richten sich an ihren Onkel Fürst Hermann zu Hohenlohe-Langenburg, dessen Ehefrau Leopoldine von Baden und deren Sohn Ernst II. zu Hohenlohe-Langenburg.

## Dokumentarfilme
- Auguste Viktoria – Die letzte Kaiserin. 52 Min. Regie: Annette von der Heyde, Produktion: ZDF in Zusammenarbeit mit Arte. Deutschland 2021.[27]